# Horatius Cocles

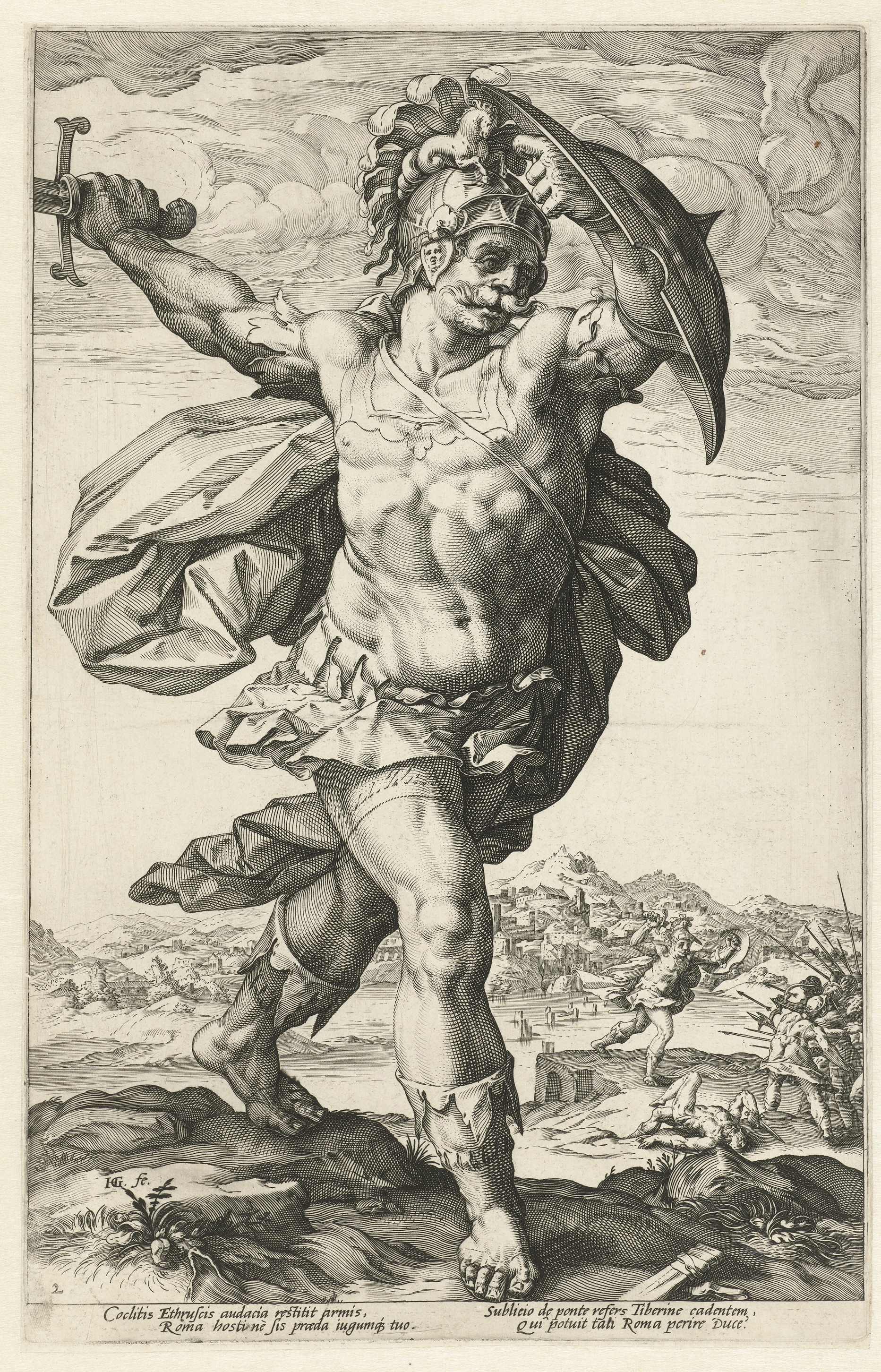
Horatius Cocles (1586), Hendrik Goltzius

Horatius Cocles of Horatius de Eenogige (Latijn: cocles, eenogige) is een legendarisch figuur uit de Romeinse mythologie en een bekend lid van de gens Horatia. Hij zou in 507 v.Chr. in zijn eentje de Pons Sublicius over de Tiber in Rome hebben verdedigd tegen de Etrusken. De legende is waarschijnlijk ontstaan door een eenogig standbeeld van Vulcanus dat in de buurt van de brug over de Tiber stond.
In 509 v.Chr. was de laatste koning van Rome, de Etrusk Tarquinius Superbus, afgezet en was de Republiek ontstaan. Volgens Livius (AUC, boek II.10) wilde de vroegere koning de macht teruggrijpen en had daartoe een bondgenoot gevonden in zijn volksgenoot de Etruskische koning Porsenna van Clusium, het huidige Chiusi. Porsenna trok op naar Rome en bezette de Janiculum. Zijn leger probeerde de stad in te nemen door de Tiber over te steken, maar volgens de overlevering hield Horatius Cocles, volgens Livius eerst nog met hulp van Spurius Lartius Rufus en Titus Herminius Aquilinus, zo lang stand door de Etrusken in man-tegen-mangevechten te verslaan, dat de overige Romeinen de kans kregen om de brug achter hem ferro et igni (te vuur en te zwaard) te vernietigen. Toen de brug afgebroken was zwom hij in volledige wapenrusting naar de overkant, waar hij heelhuids aankwam (volgens Livius). Volgens Polybius echter verdronk hij tijdens de overtocht.
Er zijn elementen van het verhaal die doen vermoeden dat er misschien een kern van waarheid in zit. Zo doet de naam van Porsenna, waarschijnlijk een Latijnse transliteratie van het Etruskische purthne, hetgeen "hoogste magistraat" betekent, vermoeden dat hij in ieder geval een bestaand persoon was. Ook kwamen de namen Spurius Lartius en Titus Herminius veel voor in het begin van de 5e eeuw v.Chr., later niet meer, en werden man-tegen-mangevechten steeds zeldzamer in de loop van de 4e eeuw v. Chr.

## Voetnoten
1. 1 2  Lendering, J.. (2006?), "Horatius Cocles", www.livius.org. URL bezocht op 12 januari 2006.